# Осока омська
Осока омська (Carex elata subsp. omskiana) — підвид багаторічних, трав'янистих рослин виду осока висока з родини осокових (Cyperáceae).

## Морфологічний опис
Утворює щільні дерновини або порівняно невисокі купини до 0,6 м в діаметрі. Купини пронизані товстими (1–2 мм в діаметрі) шнуроподібним додатковим корінням, запушеними світло-сірими кореневими волосками. Стебло тригранне, 60–100 см заввишки, 1,5–2 мм завтовшки, по кутах у верхній частині шорстке, при основі одягнене жорстким, гострокілеватим, світло-жовтими або темно-солом'яним лускоподібним листям, плівка якого розпадається з утворенням багатоярусної сіточки.
Суцвіття 10–20 см завдовжки, з 3–5 прямовисними злегка відхиленими від осі суцвіття колосками. Верхній 1 (рідко 2) колосок чоловічий, 3–5 см завдовжки. Жіночих колосків 2–3, вони сидячі, лише нижній іноді на короткій ніжці, коротко циліндричні, 2,5–4 см завдовжки і близько 5 мм завширшки. Покривний лист при нижньому колоску коротше суцвіття. Приквіткові луски жіночих квіток темно-бурі, загострені або тупуваті, іноді з 3 нечіткими жилками, дещо коротший мішечків.

## Онтогонез і ритм сезонної вегетації
Насіння має схожість 10-20 %. Період його набухання — 30–40 днів.
В умовах трав'яних і осокових боліт осока омська утворює купини, які мають 50–60 см заввишки і до 70 см в діаметрі. Цвітіння в кінці травня — початку червня, плодоношення в липні. Розмноження переважно вегетативне.

## Екологія та фітоценологія
Осока омська зростає в умовах болотного зволоження, уникає середньої вологи і сухого місцеперебування. Віддає перевагу добре освітленим або слабо затіненим місцям.
Зростає на перегнійно-глейових, торф'янистих, від бідних до досить багатих ґрунтах, середньобагатих мінеральним азотом, погано аерованих. Є індикатором низинних болотних торфів. Зустрічається на ґрунтах різної кислотності (рН 4,5–7,5), але частіше на ґрунтах із слабокислою реакцією. На випас і осушення реагує негативно.
Осока омська характерна для низинних і перехідних боліт, заболочених берегів водойм, болотистих луків, зустрічається як в лісовій, так і в лісостеповій зонах. Фітоценози з її участю займають зазвичай сильно обводнені відкриті ділянки без деревостану і чагарників.

## Поширення
Ареал осоки омської охоплює Скандинавію, Польщу, Україну, Білорусь, Балтійські країни, більшість районів європейської частини Росії, Кавказ, Західний і Східний Сибір, Казахстан.